# Turobowice (Rawa)
Pour les articles homonymes, voir Turobowice.
Turobowice est une localité polonaise de la gmina de Sadkowice, située dans le powiat de Rawa Mazowiecka en voïvodie de Łódź.